# Evgeny Schwartz
Evgeny Lvovich Schwartz (em russo:  Евге́ний Льво́вич Шва́рц; October 21 [Calend. juliano: October 9] 1896, Kazan, Império Russo – 15 de janeiro de 1958, Leningrado, União Soviética) foi um escritor e dramaturgo soviético, cujas obras incluem vinte e cinco peças e roteiros para três filmes (em colaboração com Nikolai Erdman).

## Biografia

### Juventude
Evgeny Schwartz nasceu em Kazan, Rússia, na família de um médico. Seu pai foi batizado e era de origem judaica. Em 1910 ele estudou direito na Universidade de Moscou, onde também se envolveu em teatro e poesia. Ele foi convocado para o exército no final de 1916 para servir na frente. Após a Revolução Bolchevique, juntou-se aos Brancos e serviu sob o comando do general Kornilov. Ele sofreu ferimentos e choque durante o ataque de Yekaterinodar em 1918, perdeu vários dentes e adquiriu um tremor nas mãos que o atormentou pelo resto de sua vida.
Após o fim da Guerra Civil Russa, Schwartz estudou teatro em Rostov do Don. Em 1921 mudou-se com a trupe de teatro para Petrogrado, envolvendo-se com os "Irmãos Serapion", um grupo literário que incluía Ivanov, Zoshchenko e Kaverin. Em 1923 mudou-se para Bakhmut e começou a publicar versos satíricos e críticas no jornal local. Com Mikhail Slonimsky e Nikolay Oleynikov, ele organizou a revista literária Slaughter em 1925.

### Carreira
Em 1924, Schwartz retornou a Leningrado para se tornar funcionário da Gosizdat, Editora do Departamento de Estado das Crianças, sob a administração de Samuil Marshak. Tornou-se autor das revistas infantis Hedgehog e Siskin. Ele também escreveu livros infantis, incluindo A História do Velho Balalaika (1924), The As Aventuras de Shura e Marousi (1937), Garota Alienígena (1937) e Aluno do Primário (1949). Durante este tempo, ele também se associou a membros do grupo literário de vanguarda OBERIU.

## Peças

### O Dragão
Em 1944, Schwartz completou a peça satírica O Dragão, que era vista como subversiva no clima político da Rússia pós-guerra. A peça conta a história do cavaleiro Lancelote, que se propõe a matar um dragão. No entanto, em sua busca, ele se depara com uma comunidade governada por uma hierarquia burocrática usando o dragão para cobrir seu próprio uso de poder.   Uma versão filmada, To Kill a Dragon, foi produzida em 1988.
Esta peça, a mais "madura" das peças de Schwartz, é uma sátira política voltada ao totalitarismo em todas as formas. A trama é baseada na tentativa do herói, Lancelot, de libertar as pessoas em uma terra que sofre sob o governo brutal do Dragão. Mas seus esforços encontram resistência, uma vez que a maioria das pessoas se acostumou com o Dragão e considerou seus métodos, embora duros, o único caminho possível; suas almas tornam-se, de certa forma, aleijadas com essa incapacidade e falta de vontade de resistir. Diz o Dragão na peça: "Você vê, a alma humana é muito resistente. Corte o corpo ao meio – e o homem coaxa. Mas rasgue a alma – e ela só se torna mais flexível, isso é tudo. Não, realmente, você não poderia escolher uma variedade melhor de almas em qualquer lugar. Só na minha cidade. Almas sem mãos. Almas sem pernas. Almas mudas, almas surdas, almas acorrentadas, almas delatoras, almas malditas."